# Ribe
 Ovo je glavno značenje pojma Ribe. Za druga značenja pogledajte Ribe (razdvojba).
Ribe (lat. Pisces) su hladnokrvne životinje iz skupine kralježnjaka koje žive gotovo isključivo u vodi i dišu uz pomoć škrga. Naročito dobro osjetilo koje je razvijeno kod riba jest osjetilo bočne linije. Oko polovina svih kralježnjaka su ribe, a najstariji poznati fosili su stari 450 milijuna godina. Procvat su doživjele u geološkom razdoblju devonu, koji se zbog toga naziva doba riba. Dijele se na besčeljuste i čeljustouste, koje se zatim opet dijele na hrskavičnjače (Chondrichthyes) (u koje se između ostalih ubrajaju morski psi i ražovke), i  koštunjače (Osteichthyes) koje obuhvaćaju sve ostale ribe. Skupina koštunjača daleko je najbrojnija vrsta. Nekada su postojale i ribe oklopnjače (Placodermi) i bodljikavi morski psi (Acanthodii), ali su izumrli. Danas na svijetu postoji oko 28.000 vrsta riba.
Dijele se i na: morske i slatkovodne, iako postoje i međuoblici. Ribe su široko rasprostranjene u gotovo svim vodenim ekosustavima na Zemlji. Nađene su na visokoplaninskim potocima i jezerima pasve do najvećih oceanskih dubina.
Riba kao hrana važan je izvor proteina i drugih hranjivih tvari za ljude kroz povijest. Mnoge vrste riba konzumiraju se kao hrana u gotovo svim regijama svijeta. 
Znanost koja se bavi ribama zove se ihtiologija. 

## Oblik i funkcije tijela

### Oblik
Oblik tijela riba je, prema načinu života, vrlo različit, često uvjetovan okolišem u kojem obitava, kao i načinom života. Brzi plivači imaju tijelo koje sliči na torpedo, ribe koje žive na dnu su spljoštene, a one koje žive uz koraljne grebene i u šumama morske trave su bočno spljoštene. I veličine odraslih riba jako variraju ovisno o vrsti. Tako postoje vrste jedva veće od jednog centimetra, pa do oko 18 m.
Sve ribe mogu se podijeliti u Besčeljusne ribe (Agnatha) oko 50 vrsta, hrskavičnjače (Chondrichthyes) oko 600 vrsta i koštunjače (Osteichthyes) oko 30.000 vrsta
Nema tipične vrste riba:tri skupine riba međusobno razlikuju. Sve ribe žive u vodi, iako neke vrste mogu provoditi određeno vrijeme i na kopnu. Iako je poznato 20000 vrsti riba djelimo ih na:
beščeljuste, hrskavičnjače i koštunjače; kojih i ima najviše.
Građa riba
Ribe su kralješnjaci. Najpoznatije i najbrojnije ribe su koštunjače, koje imaju kostur izrađen od kosti, peraje za plivanje i škržni poklopac-operkulum. Većina riba ima tijelo prekriveno ljuskama. Imaju po par prsnih i trbušnih peraja, koje su povezane s ramenim i bočnim pojasom, a neparne peraje, leđna, repna i analna, su povezane s kralježnicom. Kostur se sastoji od hrskavice (hrskavičnjače) ili kostiju (koštunjače). Na lubanji imaju škržni kostur koji ima od pet do sedam škržnih lukova od kojih je prednji preoblikovan u donju čeljust. Kralježnica im je povezana s lubanjom. U mišićnom tkivu koštunjače imaju riblje kosti koje su zapravo okoštalo vezivno tkivo. Za upravljanje i plivanje im služe peraje koje su sve pojačane (osim tzv. "masnih peraja" nekih vrsta koje im se nalaze između leđne i repne peraje) zrakasto raspoređenim tankim kostima. Imaju po par prsnih i trbušnih peraja, koje su povezane s ramenim i bočnim pojasom. Neparne peraje, leđna, repna i analna, su povezane s kralježnicom.
Životni ciklus
Većina riba ispuštaju jajašca, iako neke vrste rađaju potpuno razvijene mlade. Mnoge vrste riba proizvode na tisuću jajašaca, jer samo malobrojna jajašca preživljavaju i razvijaju u odrasle jedinke. Životni ciklus riba iznosi od nekoliko mjeseci pa i do 100 godina.
Skrb za mlade
Mnoge ribe ne brinu za svoja jajašca i mlade, nego ih prepuštaju samima sebi. Druge su ribe brižni roditelji i žestoko brane svoje potomstvo. Zaštitna vrećica:ženka morskog konjića polaže jaja u posebnu vrećicu na mužijakovom tijelu, tamo se jajašca razvijaju u izlaze u potpunosti razvijeni. Zaštita u ustima: mnoge vrste ciklida drže jajašca u ustima dok se razvijaju. Pošto se izlegnu, mladi obično zbog sigurnosti ostaju u ustima, a napuštaju ih potpuno zreli. Grickanje roditelja: Amazonska riba izlučuje iz kože poseben hranjive tvari koje mladi grickaju te se tako hrane oko četiri tjedna.
Disanje riba
Ribe dišu na škrge. Škrge su organ, koji kod riba prenosi iz vode kisik, koji ide u krv. Ovakav oblik disanja se zove škržno disanje.
Pokretanje riba
Ribe se kreću pomoću peraja. Mogu ići u tri dimenzije: lijevo-desno,gore-dolje i napred-nazad. Pa tako postoji okretanje: riba se služi leđnim, prsnim i trbušnim perajama za okretanje; vijuganje: ribe se kreću lijevo-desno u obliku slova “S“ i visinom: pomoću svojih prsnih i trbučnih peraja koristi da bi se podizala i spustila.
Prehrana i hrana
Ribe mogu biti biljožderi,mesožderi i strvinari; koji se hrane ostacima uginuluh biljaka i životinja; i paraziti. Paraziti se hrane sisanjem krvi, te se paklara pričvrsti za plijen, usnim lijevkom,i ždere meso i siše krv. Ili američka veslokljunka, procjeđuje hranu iz vode kroz škržne listiće.
Obrambene taktike
Mnoge ribe pouzdaju se u orerušavanje da bi ostale skrivene od napadača. Neke su ribe otrovne, više od 50 vrsta, koje kroz bodlje ispuštaju otrove. Jegulje mogu proizvoditi struju napona 500 volta. Napuhavanje koristi dvozubna ježinka u nadi da je se njezin napadač prepadne jer ona izgleda pre veliko i bodljasto. Kamuflažom se koristi neke vrste riba poput šila koji izgleda kao morska trava.
Staništa riba
Mogu živjeti i do 4900 m n.v. pa tako postoje one koje žive u rijekama i jezerima (slatkovodne) i one koje žive na obalama i u oceanima(slane).Tkođer neke ribe žive i u otvorenim oceanima i dubokim oceanima gdje svijetla pa gotovo i nema.
Rekordi
- Najveća riba je kitopsina koja može i narasti oko 15 m.
- Najmanja riba je pandaka koja može narasti oko 7,6 milimetara.
- Najbrža riba je tunj koji može plivati i do 71 km/h.

## Klasifikacija riba

### Popis redova
1. Red: Acipenseriformes L. S. Berg, 1940: Acipenseridae, Polyodontidae
2. Red: Albuliformes Greenwood, 1977: Albulidae
3. Red: Amiiformes O. P. Hay, 1929: Amiidae
4. Red: Anguilliformes L. S. Berg, 1943: Anguillidae, Chlopsidae, Colocongridae, Congridae, Derichthyidae, Heterenchelyidae, Moringuidae, Muraenesocidae, Muraenidae, Myrocongridae, Nemichthyidae, Nettastomatidae, Ophichthidae, Protanguillidae, Serrivomeridae, Synaphobranchidae
5. red Argentiniformes
6. Red: Ateleopodiformes: Ateleopodidae
7. Red: Atheriniformes D. E. Rosen, 1966: Atherinidae Atherinopsidae Bedotiidae Dentatherinidae Isonidae Melanotaeniidae Notocheiridae Phallostethidae Pseudomugilidae Telmatherinidae
8. Red: Aulopiformes: Alepisauridae Anotopteridae Aulopidae Bathysauridae Bathysauroididae Bathysauropsidae Chlorophthalmidae Evermannellidae Giganturidae Ipnopidae Notosudidae Omosudidae Paralepididae Paraulopidae Pseudotrichonotidae Scopelarchidae Synodontidae
9. Red: Batrachoidiformes: Batrachoididae
10. Red: Beloniformes L. S. Berg, 1937: Adrianichthyidae Belonidae Exocoetidae Hemiramphidae Scomberesocidae Zenarchopteridae
11. Red: Beryciformes Regan, 1909: Anomalopidae Anoplogastridae Berycidae Diretmidae Holocentridae Monocentridae Trachichthyidae
12. Red: Carcharhiniformes Compagno, 1977: Carcharhinidae Hemigaleidae Leptochariidae Pentanchidae Proscylliidae Pseudotriakidae Scyliorhinidae Sphyrnidae Triakidae
13. Red: Ceratodontiformes L. S. Berg, 1940: Neoceratodontidae
14. Red: Cetomimiformes: Barbourisiidae Cetomimidae Rondeletiidae
15. Red: Characiformes Regan, 1911: Acestrorhynchidae Alestidae Anostomidae Bryconidae Chalceidae Characidae Chilodontidae Citharinidae Crenuchidae Ctenoluciidae Curimatidae Cynodontidae Distichodontidae Erythrinidae Gasteropelecidae Hemiodontidae Hepsetidae Iguanodectidae Lebiasinidae Parodontidae Prochilodontidae Serrasalmidae Triportheidae
16. Red: Chimaeriformes Obruchev, 1953: Callorhinchidae Chimaeridae Rhinochimaeridae
17. Red: Clupeiformes <small>Bleeker, 1959: Chirocentridae Clupeidae Denticipitidae Dussumieriidae Engraulidae Pristigasteridae Sundasalangidae
18. Red: Coelacanthiformes L. S. Berg, 1937: Latimeriidae
19. Red: Cypriniformes Bleeker, 1859: Balitoridae Barbuccidae Catostomidae Cobitidae Cyprinidae Ellopostomatidae Gyrinocheilidae Nemacheilidae Psilorhynchidae Serpenticobitidae Vaillantellidae
20. Red: Cyprinodontiformes L. S. Berg, 1940: Anablepidae Aplocheilidae Cyprinodontidae Fundulidae Goodeidae Nothobranchiidae Poeciliidae Profundulidae Rivulidae Valenciidae
21. Red: Elopiformes Sauvage, 1875: Elopidae Megalopidae
22. Red: Esociformes Bleeker, 1859: Esocidae Umbridae
23. Red: Gadiformes Goodrich, 1909: Bregmacerotidae Euclichthyidae Gadidae Lotidae Macrouridae Melanonidae Merlucciidae Moridae Muraenolepididae Phycidae
24. Red: Gasterosteiformes: Aulorhynchidae Gasterosteidae Hypoptychidae Indostomidae Pegasidae
25. Red: Gobiesociformes: Gobiesocidae
26. Red: Gonorynchiformes L. S. Berg, 1940: Chanidae Gonorynchidae Kneriidae Phractolaemidae
27. Red: Gymnotiformes: Apteronotidae Gymnotidae Hypopomidae Rhamphichthyidae Sternopygidae
28. Red: Heterodontiformes L. S. Berg, 1940: Heterodontidae
29. Red: Hexanchiformes F. de Buen, 1926: Chlamydoselachidae Hexanchidae
30. Red: Lamniformes L. S. Berg, 1958: Alopiidae Cetorhinidae Lamnidae Megachasmidae Mitsukurinidae Odontaspididae Pseudocarchariidae
31. Red: Lampriformes Regan, 1909: Lampridae Lophotidae Radiicephalidae Regalecidae Stylephoridae Trachipteridae Veliferidae
32. Red: Lepidosireniformes L. S. Berg: Lepidosirenidae Protopteridae
33. Red: Lepisosteiformes O. P. Hay, 1929: Lepisosteidae
34. Red: Lophiiformes Garman, 1899: Antennariidae Brachionichthyidae Caulophrynidae Centrophrynidae Ceratiidae Chaunacidae Diceratiidae Gigantactinidae Himantolophidae Linophrynidae Lophichthyidae Lophiidae Melanocetidae Neoceratiidae Ogcocephalidae Oneirodidae Tetrabrachiidae Thaumatichthyidae
35. Red: Mugiliformes: Mugilidae
36. Red: Myctophiformes Regan, 1911: Myctophidae Neoscopelidae
37. Red: Myliobatiformes Compagno, 1973
38. Red: Notacanthiformes L. S. Berg, 1947: Halosauridae Notacanthidae
39. Red: Ophidiiformes L. S. Berg, 1937: Aphyonidae Bythitidae Carapidae Ophidiidae Parabrotulidae
40. Red: Orectolobiformes Applegate, 1972: Brachaeluridae Ginglymostomatidae Hemiscylliidae Orectolobidae Parascylliidae Rhincodontidae Stegostomatidae
41. Red: Osmeriformes: Alepocephalidae Argentinidae Bathylaconidae Bathylagidae Galaxiidae Lepidogalaxiidae Leptochilichthyidae Microstomatidae Opisthoproctidae Osmeridae Platytroctidae Plecoglossidae Retropinnidae Salangidae
42. Red: Osteoglossiformes L. S. Berg, 1940: Arapaimidae Gymnarchidae Hiodontidae Mormyridae Notopteridae Osteoglossidae Pantodontidae
43. Red: Perciformes Bleeker, 1863: Acanthuridae Acropomatidae Amarsipidae Ambassidae Ammodytidae Anabantidae Anarhichadidae Aplodactylidae Apogonidae Ariommatidae Arripidae Artedidraconidae Badidae Banjosidae Bathyclupeidae Bathydraconidae Bathymasteridae Blenniidae Bovichtidae Bramidae Caesionidae Callanthiidae Callionymidae Caproidae Carangidae Caristiidae Centracanthidae Centrarchidae Centrogenyidae Centrolophidae Centropomidae Cepolidae Chaenopsidae Chaetodontidae Champsodontidae Channichthyidae Channidae Cheilodactylidae Cheimarrichthyidae Chiasmodontidae Chironemidae Cichlidae Cirrhitidae Clinidae Coryphaenidae Creediidae Cryptacanthodidae Dactyloscopidae Datnioididae Dichistiidae Dinolestidae Dinopercidae Draconettidae Drepaneidae Echeneidae Elassomatidae Eleginopsidae Eleotridae Embiotocidae Emmelichthyidae Enoplosidae Ephippidae Epigonidae Gempylidae Gerreidae Glaucosomatidae Gobiidae Grammatidae Haemulidae Hapalogenyidae Harpagiferidae Helostomatidae Howellidae Icosteidae Inermiidae Istiophoridae Kraemeriidae Kuhliidae Kurtidae Kyphosidae Labridae Labrisomidae Lactariidae Lateolabracidae Latidae Latridae Leiognathidae Leptobramidae Leptoscopidae Lethrinidae Lobotidae Lutjanidae Luvaridae Malacanthidae Menidae Microdesmidae Monodactylidae Moronidae Mullidae Nandidae Nematistiidae Nemipteridae Nomeidae Nototheniidae Odacidae Odontobutidae Opistognathidae Oplegnathidae Osphronemidae Ostracoberycidae Parascorpididae Pempheridae Pentacerotidae Percichthyidae Percidae Perciliidae Percophidae Pholidae Pholidichthyidae Pinguipedidae Plesiopidae Polycentridae Polynemidae Polyprionidae Pomacanthidae Pomacentridae Pomatomidae Priacanthidae Pristolepididae Pseudaphritidae Pseudochromidae Ptereleotridae Ptilichthyidae Rachycentridae Rhyacichthyidae Scaridae Scatophagidae Schindleriidae Sciaenidae Scombridae Scombrolabracidae Scombropidae Scytalinidae Serranidae Siganidae Sillaginidae Sparidae Sphyraenidae Stichaeidae Stromateidae Symphysanodontidae Terapontidae Tetragonuridae Thalasseleotrididae Toxotidae Trachinidae Trichiuridae Trichodontidae Trichonotidae Tripterygiidae Uranoscopidae Xenisthmidae Xiphiidae Zanclidae Zaproridae Zoarcidae
44. Red: Percopsiformes L. S. Berg, 1940: Amblyopsidae Aphredoderidae Percopsidae
45. Red: Pleuronectiformes: Achiridae Achiropsettidae Bothidae Citharidae Cynoglossidae Paralichthyidae Pleuronectidae Psettodidae Samaridae Scophthalmidae Soleidae
46. Red: Polymixiiformes Rosen & Patterson, 1969: Polymixiidae
47. Red: Polypteriformes Bleeker, 1859: Polypteridae
48. Red: Pristiophoriformes L. S. Berg, 1958: Pristiophoridae
49. Red: Rajiformes L. S. Berg, 1940: Anacanthobatidae Arhynchobatidae Rajidae Rhinobatidae
50. Red: Rhinopristiformes Naylor, et al., 2012
51. Red: Saccopharyngiformes Poulsen 2018: Cyematidae Eurypharyngidae Monognathidae Saccopharyngidae
52. Red: Salmoniformes Bleeker, 1859: Salmonidae
53. Red: Scorpaeniformes Greenwood et al., 1966: Abyssocottidae Agonidae Anoplopomatidae Apistidae Aploactinidae Bathylutichthyidae Bembridae Caracanthidae Comephoridae Congiopodidae Cottidae Cottocomephoridae Cyclopteridae Dactylopteridae Ereuniidae Eschmeyeridae Gnathanacanthidae Hemitripteridae Hexagrammidae Hoplichthyidae Liparidae Neosebastidae Normanichthyidae Parabembridae Pataecidae Peristediidae Perryenidae Platycephalidae Plectrogeniidae Psychrolutidae Rhamphocottidae Scorpaenidae Sebastidae Setarchidae Synanceiidae Tetrarogidae Triglidae
54. Red: Siluriformes G. Cuvier, 1817: Akysidae Amblycipitidae Amphiliidae Anchariidae Ariidae Aspredinidae Astroblepidae Auchenipteridae Austroglanididae Bagridae Callichthyidae Cetopsidae Chacidae Clariidae Claroteidae Cranoglanididae Diplomystidae Doradidae Erethistidae Heptapteridae Heteropneustidae Ictaluridae Lacantuniidae Loricariidae Malapteruridae Mochokidae Nematogenyidae Olyridae Pangasiidae Parakysidae Pimelodidae Plotosidae Pseudopimelodidae Schilbeidae Scoloplacidae Siluridae Sisoridae Trichomycteridae
55. Red: Squaliformes Goodrich, 1909: Centrophoridae Dalatiidae Echinorhinidae Etmopteridae Oxynotidae Somniosidae Squalidae
56. Red: Squatiniformes F. de Buen, 1926: Squatinidae
57. Red: Stephanoberyciformes: Gibberichthyidae Hispidoberycidae Melamphaidae Stephanoberycidae
58. Red: Stomiiformes Regan, 1909: Gonostomatidae Phosichthyidae Sternoptychidae Stomiidae
59. Red: Synbranchiformes Berg, 1940: Chaudhuriidae Mastacembelidae Synbranchidae
60. Red: Syngnathiformes: Aulostomidae Centriscidae Fistulariidae Solenostomidae Syngnathidae
61. Red: Tetraodontiformes L. S. Berg, 1940: Aracanidae Balistidae Diodontidae Molidae Monacanthidae Ostraciidae Tetraodontidae Triacanthidae Triacanthodidae Triodontidae
62. Red: Torpediniformes F. de Buen, 1926: Hypnidae Narcinidae Narkidae Torpedinidae
63. Red: Zeiformes: Cyttidae Grammicolepididae Oreosomatidae Parazenidae Zeidae Zenionidae

## Vanjske poveznice
- Riba Hrvatska tehnička enciklopedija, portal hrvatske tehničke baštine. LZMK

## Drugi projekti
|  | Zajednički poslužitelj ima stranicu o temi Ribe    |
|  | Zajednički poslužitelj ima još gradiva o temi Ribe |